# Pycnogonum orientale
Pycnogonum orientale is een zeespin uit de familie Pycnogonidae. De soort behoort tot het geslacht Pycnogonum. Pycnogonum orientale werd in 1849 voor het eerst wetenschappelijk beschreven door Dana. 